# 德国共产主义工人党

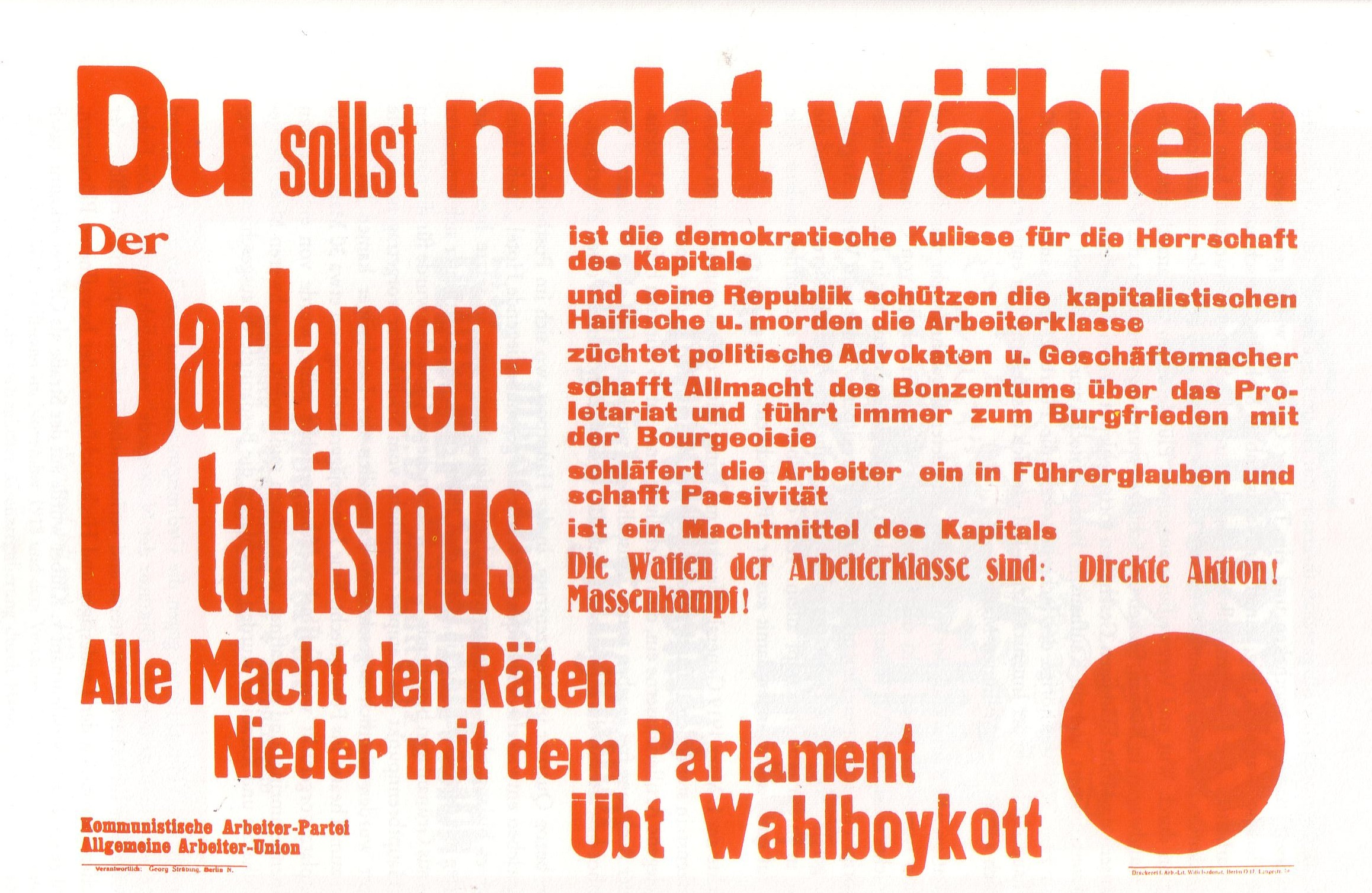
德国共产主义工人党于1919年发行的海报

德国共产主义工人党（德語：Kommunistische Arbeiter-Partei Deutschlands，缩写为KAPD）是德国的一个已不存在的左翼共产主义政党。
1920年4月4日－5日，德国共产党内以海因里希·劳芬贝格、弗里茨·沃尔夫海姆为代表的“左翼”在柏林召开代表大会，另立德国共产主义工人党。该党认为议会斗争是机会主义斗争方式，主张通过暴力革命来实现无产阶级专政，通过摧毁工会为革命开辟道路，不做任何妥协。1920年11月，共产国际执行委员会在决议中指出该党的策略错误，但又允许它以同情党身份加入共产国际。1921年，该党支持俄国共产党内部的工人反对派。1921年，共产国际第三次代表大会要求该党放弃宗派主义立场，加入德共，遭到该党拒绝，于是共产国际开除了该党。1922年，该党分裂为埃森派和柏林派。埃森派于1922年创建了共产主义工人国际，但在1927年，埃森派就宣告解散。柏林派的组织规模更大，存在时间更长，一直到1933年才并入共产主义工人联盟。
该党成立时约有党员3.8万，1921年党员数超过4.3万。该党党报是《德国共产主义工人报》。该党的主张后来被称为左翼共产主义。列宁在《共产主义运动中的“左派”幼稚病》一书中批评了该党。